# Idaea zephyrata
Idaea zephyrata är en fjärilsart som beskrevs av Pierre Millière 1872. Idaea zephyrata ingår i släktet Idaea och familjen mätare. Inga underarter finns listade i Catalogue of Life.